# Яремче
Яре́мче (укр. Яре́мче; до 2006 года — Яремча) — город в Надворнянском районе Ивано-Франковской области Украины. Административный центр Яремчанской городской общины, куда кроме города входит также село Микуличин.
Расположен в долине реки Прут на высоте 585 метров над уровнем моря. До Ивано-Франковска по железной дороге — 54 км, по автодорогам — 62 км.
День города жители Яремче отмечают в последнюю неделю июля.

## История

### Древние времена
Археологических находок в районе Яремче немного. В работе археолога Ярослава Пастернака (1892—1969) «Станиславщина в глубокой древности» есть данные о том, что в селе Дора, в горном яре над Прутом, в 1874 году было найдено несколько штук кремнёвых орудий из Надбужанского квасу. Это был так называемый кремнёвый клад, удостоверяющий наличие связей праисторической Станиславщины с западной Волынью торговыми путями, шедшими из окрестностей Владимира-Волынского вдоль рек Буг и Серет в Поднестровье и Покутье.
Как утверждает В. Клапчук, доцент Прикарпатского национального университета им. В. Стефаника, возраст первых археологических находок вблизи с. Доры достигает 40 тысяч лет. А уже со времен мезолита (11-7 тыс. лет назад) есть конкретные доказательства переходов первобытного человека через эту территорию: в Старуни Богородчанского района найдены изделия из обсидиана, месторождения которого известны в Закарпатье; в окрестностях соседнего Делятина выявлена так называемая Площанская культура, связанная с комплексом находок, распространённых в Паннонии.

### Княжеские времена
Заселение Гуцульщины состоялось в княжеские времена. Это отразилось в топонимах Яремчанщины — гора Маливо, поток Боярский (Дора), село Микуличин.
Львовский историк Петр Сиреджук в «Хронологии древнейших упоминаний городов и сел Галицкой Гуцульщины» приводит дату первого упоминания по архивным документам с. Дора — 1618 год, Ямна — 1618 год и Яремче — 1787 год.
Заметный след в истории Яремче оставило карпатское движение опришков. Уже в конце XVII в. в окрестностях Доры и Ямны появлялись разбойники. В отряде Нестора, которого 1618 шляхте удалось поймать около Делятина, был один крестьянин из Ямны. Жители Доры и Ямны были участниками отрядов Пискливого и Пинти в 1703—1704 гг; Григория Дранки (дорянцы Семен Кочержук, Семен Баюрак, Юрий Панчук, Петр Марчук) 1734. Знаменитый главарь повстанцев Олекса Довбуш часто бывал в окрестностях Яремче. В селе Ямна проживала сестра Довбуша и отсюда происходил его собрат и племянник Павел Орфенюк, здесь его поддерживали единомышленники Павел и Степан Дронивы. Уроженцем Доры был собрат и продолжатель дела Довбуша Василий Баюрак.
После смерти Довбуша (1745) Павел Орфенюк создал свой отряд, но в конце 1745 поляки его разгромили, а сам разбойник погиб в бою у с. Довгилля.
Дорянин Василий Баюрак, возглавив повстанцев, «сотрясал» господ во всех горных селах. К его отряду частности принадлежали Стефан Бабчук и Алексей Иваничук с ямной. В 1754 году Василий Баюрак осуждён на жестокую смерть. Польский поэт Ф. Карпиньский, очевидец этой казни, вспоминал, что перед смертью главарь Баюрак попросил горную свирель, на которой сыграл печальные гуцульские мелодии.
Часто крестьян привлекали к строительству дороги Делятин — Яблуница. Инициатором и реализатором строения был станиславский староста Францишек Краттер. Свой пост он занимал с 1821 до 1833 гг строение пути продолжалась несколько лет, была завершена в 1847 году. Недалеко от Тропы Довбуша было несколько нарядных вилл, а над ними возвышалась скала, с Маковицы, которая была названа «Камнем Краттера».
В условиях господства польской шляхты и после установки 1772 власти Австро-Венгрии жизни крестьян Доры и Ямны было чрезвычайно тяжёлым. Гуцулы занимались животноводством, преимущественно овцеводством, пахотной земли было мало, приходилось выполнять прежде денежные и натуральные повинности на общественные работы. Крестьяне платили деньгами подымная, рогивщину, различные контрибуции. Отсутствие пахотной земли лишало феодалов возможности вести в горах хозяйство, а потому барщина играла незначительную роль. В 1786 году при описании почв Доры записано: «В том селе поместье никогда не бывало».
Яремче впервые упоминается 1787 года в так называемой Иосифской метрике — первом поземельном кадастре Галичины, как приселок с. Дора. В приселке Яремче (1787) проживало 7 семей доривчан: Петра Бойко, Ивана Гнатива, Федора Савчука, Николая Стуса, Григора Стифурака, Григора Штифурак и Андруха Халашнюка. Считается, что первым поселился в этой горной долине бедняк Ярема и от его имени произошло название города.

### Последняя четверть XVIII — начало ХХ в
В отдельное село Яремче выделилось 1895 после строительства железной дороги Делятин — Вороненко. В 1894 году здесь был построен один из крупнейших в Европе арочный железнодорожный мост с прогибом 65 м в свету, рассчитанный инженерами Станиславом Косинским и Зигмундом Шариком по теории упругих арок на основе исследований общества австрийских инженеров в Вене. В 1944 году во время Второй мировой войны мост был разрушен.
Расцвет Яремче как курортной местности начался в 1894 году. К 1899 году было построено пятьдесят деревянных и каменных вилл. Их владельцами были господа Барауцевич, Бык, Чекалюк, Е. Фишлер, М. Фишлер, доктор Гелертер, доктор Градер (две виллы), Гальперн, Гирш, Кавецкий, княгиня Юлиана Пужинина, Козловский (две), Кеглер (две), аптекарь Крыжановский , Лам (две), советник Луцкий, Медушинський, Карл Обст, советник Огирко, Перфецкий, Рапацкого, начальник сборщиков налогов Розенфельд, Шайнер, Скшинський, Скупневич, инженер Шпорек (семь), советник Штенцель, Таллер, доктор Волянский, Збосил, Згигляр (две), Зофалова (две). В среднем строительство одной виллы стоило 7000 крон.
В самом конце 19 столетия Яремче все ещё было приселком Доры. 25 августа 1896 был создан туристический клуб «Клуб Яремчанский», председателем которого стал советник Зонненвенд. Маркировались тропинки для прогулок в горы, сделано ступени к водопаду Пробой, определены места для рыбалки. «Клуб Яремчанский» делал все, чтобы привлечь отдыхающих и наконец отделить Яремче от Доры.
Во время летнего сезона была открыта почтовая контора. В 1899 году издатель Леон Забалевич организовал выпуск газеты «Яремче», которая выходила раз в неделю и только в развлекательный сезон. В 1902 году станиславский фотограф Артиховский в своих двух виллах открыл фотосалоны. Он также продавал открытки с видами Яремча.
Несмотря на то, что Яремче все ещё не было отделено от Доры, в 1900 году состоялись первые выборы «летнего» войта. Им стал отставной советник краевого суда Владислав Луцкий. Местные газеты в 1902 году писали, что Яремче развивается благодаря Луцкому, который не жалеет сил для подъёма его развития. Благодаря ему построены павильоны для отдыха, проведения серпантинной дороги к пещерам Довбуша, для Яремче отведено 250 моргов государственного леса.
В 1905—1906 годах в Яремче отдыхало за сезон 1500 человек, что приносило владельцам вилл до 200 тыс. крон ежегодно. Затраты на строительство вилл окупалась за 3-5 лет.
В 1907 году выпущен первый путеводитель по Яремче. Для отдыхающих устраивали фестивали, концерты, игры и т. п. Разыгрывались лотереи (разыграно 500 призов), устраивались концерты военного оркестра из Станислава, небо заполоняли воздушные шарики, вечером была сделана первая иллюминация водопада, подготовлена программа забав.
Всего доходы «Клуба Яремчанского» ежегодно достигали значительной суммы — от фестивалей — 1048 крон, из билетов за отдых в специально отведённых для прогулок местах — 513 крон, за продажу мест для рыбалки — 88 крон, по продаже открыток — 67 крон.
Часто устраивались в Яремче и разнообразные концерты. Так, в 1906 году перед жителями Яремча и отдыхающими выступил с концертом львовский академический хор. Здесь исполняли песни оперный певец Недем, певица из Риги Эрне Санадау и любимец львовской публики юморист Трояновская.
Интересно, что уже в то время яремчанцы заботились о чистоте окружающей среды. 16 апреля 1905 жители Яремче, в частности владельцы вилл и поклонники населённого пункта, направили на имя Надвирнянского старосты заявление — протест с требованием не допустить открытия каменного карьеру на грани Доры и Яремча, потому что его разработка будет плохо влиять на здоровье 'я местных жителей и отпугивать туристов и путешественников.
Стараниями В. Луцкого 11 августа 1902 года приселок Яремче было номинально отделён от села Доры (об этом писала тогдашняя газета «Курьер Станиславский»). Но фактически только 17 октября 1909 года краевой сейм во Львове окончательно предоставил Яремчу статус отдельного населённого пункта. Председателем общины в результате выборов 30-31 мая 1911 стал отставной Сокровищным урядник Б. Макаревич. Гербом села Яремче было изображение оленя, бегущего вправо (по-геральдически).
|                        |                                     |                           |                          |                    |
| Детская школа искусств | Дом культуры на центральной площади | Главпочтамт города Яремче | ЖД станция города Яремче | Живописная природа |

В 1912 году в Яремче отдыхало 2403 лица. Того года многие журналов Галичины писали о пребывании в Яремче будущего престолонаследника Карла Франца Иосифа Габсбурга, который впоследствии стал австро-венгерским императором Карлом I (1916—1918). Его автомобиль (тогда ещё невиданное для гуцулов чудо) остановился в Яремче у железнодорожного моста. Жена Карла Цита из рода Бурбон-Парма осталась в автомобиле, а он пошёл осматривать город. В этот момент подошёл местный житель и с интересом стал изучать ранее невиданное средство передвижения. Узнав, что это житель Микуличина, архикнязь посадил интересного гуцула в автомобиль и привёз в родное село.
В начале Первой мировой войны многие из яремчанских юношей собирались на привокзальной площади напротив отеля аниса, чтобы записаться в Легион Украинских Сечевых Стрельцов (УСС). Как вспоминал стрелок технической сотни Алексей Колодий, эту функцию осуществлял господин Перфецкий. Напутственную речь перед добровольцами произнес украинский писатель, педагог Богдан Лепкий (1872—1941).
22 октября 1914 года русские войска заняли Яремче. На этом участке в австрийской армии было 300 человек и 6 орудий. Во время ожесточённых боев Яремче переходило несколько раз из рук в руки, испытывая значительные потери. В Доре было уничтожено 40 % жилых и хозяйственных построек. В июне 1920 года Яремче как часть Гуцульщины заняли румынские войска генерала Задека. Командование румынских оккупационных войск признало отдельной административной единицей Делятинский уезд, куда входила Яремчанщина. В августе 1919 года румынские войска покинули эту территорию и её оккупировали поляки.
После войны достаточно медленно восстанавливалась экономика региона. 22 марта 1928 года распоряжением президента Республики Польша Яремче присвоен статус курортной местности. 28 января 1929 года воевода Станиславский доктор Наконечников-Клюковский подписал Устав курорта Яремче. В межвоенный период туристов привлекал отдых в таких пансионатах и виллах Яремче как: «Рай», «Маритон», «Гуцулка», «Пристань», «Генециана», «Морское око», «Вильгрот», «Львовянка», "Стокрутка ". Комнаты были от скромных до класса «люкс». Стоимость пансионата — от 4 до 8 злотых в день.
Большой популярностью пользовалось заведение доктора Йозефа Матушевского. В нём было несколько кабин для минеральных и ароматических ванн, ингаляторий, террасы для солнечно-воздушных ванн, отдел гидропатических процедур. Заведение работало круглогодично. Лечение стоило 7 злотых с человека в день без ограничений по времени пребывания. Государственные служащие самоуправления, пенсионеры, военнослужащие и их семьи получали 35 % скидки. Врачи были освобождены от оплаты.
В 1926 году была постороена первая электростанция, которая принадлежала С. Штруму. Находилась она на тогдашней улице Пилсудского, на расстоянии 200 м от железнодорожного вокзала. Перед Второй мировой войной работой учреждения руководил механик В. Волянюк. Тариф был фантастическим даже для тех времён — 3,8 злотых за кВт/час.
В Доре с 1875 года была двуклассная школа с польским языком обучения. Шематизм представляет число детей греко-католиков, которые посещали школу — 151. Школа в Яремче была одноклассной, язык преподавания польский, детей греко-католиков — 31, римо-католиков — 10, еврейских детей — 7. Дети с. Ямна учились в одноклассной школе с польским языком преподавания. 1932 года в Польше по реформе образования, в результате которой в Доре и Яремче были созданы школы второй ступени, в ямные — начальную школу. В межвоенный период в Доре, Яремче, ямные действовали читальни украинской «Просвиты».

### Годы Второй мировой войны
В селе Дора функционировал кооператив «Хорошо» с тремя магазинами и скорняжно-портняжной мастерской. Здесь также организовано сберегательную кассу «райфайзенки». Интересно, что её вел на общественных началах бывший государственный секретарь путей сообщения ЗУНР инженер железных дорог Иван Мирон (1857—1940), который жил в Доре. Активно действовало общество «Сельский хозяин», в котором было два отдела: пчеловодства и шелководства. В этом горном селе было посажено несколько десятков саженцев шелковицы, а когда они подросли, завезли гусениц шелкопряд а и распределили между желающими хозяевами. Грандиозные планы дорянского отдела «Сельского хозяина» прервала война.
Мягкий климат с большим количеством солнечных дней в году привлекал почитателей отдыха в Яремче и Дори, больше всего среди украинской интеллигенции Львова. Так, в Доре была вилла знаменитого профессора Львовской политехники доктора К. Бартеля. Вблизи построил свою виллу «Морослава» выдающийся украинский оперный певец, «украинский Карузо» Михаил Голинский (1890—1973), который всячески способствовал процветанию Доры. Именно М. Голинский приобрёл здесь гуцульский дом, основательно перестроил, обставил и передал в дар для знаменитого художника Олексы Новаковского из Львова.
В сентябре 1939 г. в Яремче вступили отряды Красной армии. Была запрещена деятельность украинских политических партий, общественно-культурных организаций, арестованы их руководители. В январе 1940 г. Яремче стал районным центром. 30 июня 1941 город оккупировали немецкие войска. За время Второй мировой войны многие пансионаты были повреждены, некоторые виллы разрушены. Значительное количество жителей Яремчи и её окрестностей были вывезены на принудительные работы в Германии. От голода в 1942 году умерло более пятидесяти человек. Летом 1943 года в окрестностях Яремча действовали партизаны Сумского соединения С. А. Ковпака, которые вели изнурительные бои с оккупантами. 26 июля 1944 Яремче был освобождён от фашистов. В боях за Яремчанщину погибли 565 солдат и офицеров Красной Армии, их похоронили в центре города в братской могиле вместе с 93 партизанами-ковпаковцами. В 1967 году на могиле была установлена скульптурная композиция — фигура партизана, который закрывает собой проход в горы (скульптор В. Бородай, архитекторы А. Игнащенко и С. Тутученко).
Многие выходцы Яремчанщины ещё в начале 40-х годов. влилось в ряды Украинской Повстанческой Армии. Нередко в формированиях Украинской повстанческой армии принимали участие целые семьи. На территории тогдашнего Яремчанского района устраивали рейды сотни «Довбуша», «Скуби», «Белого».
В 1996 году на братской могиле воинов УПА был установлен памятник «Борцам за волю Украины» по проекту львовского скульптора Петра Штаера, архитектор — Игорь Петришин.

### Послевоенный период
После войны в Яремче начался период восстановления. Населённый пункт получил статус города областного подчинения. Сюда круглый год приезжает значимое число туристов, их привлекает не только прекрасная природа, целебный горный воздух и возможность заниматься зимними видами спорта.

### Настоящее время
Сегодня Яремче — низкогорный климатический и горнолыжный курорт, центр туризма и отдыха на Прикарпатье. Город окружен горами, которые на севере и юге переходит в живописные холмы, покрытые густыми хвойными и лиственными лесами. Здесь расположены многочисленные санатории, в том числе для больных туберкулёзом легких, дома отдыха, туристические базы и гостиницы.
14 декабря 2006 года Верховная рада Украины переименовала город Яремча в Яремче.

## Население
В январе 1989 года численность населения составляла 8385 человек.
По данным переписи 2001 года, украинцы составляли 98,87 % населения города.
На 1 января 2013 года численность населения составляла 8124 человек.

### Языковой состав
Родной язык населения по данным переписи 2001 года:
| Язык       | Численность, чел. | Доля     |
| ---------- | ----------------- | -------- |
| Украинский | 7 467             | 98,99 %  |
| Другое     | 76                | 1,01 %   |
| Итого      | 7 543             | 100,00 % |

Украинский язык является основным и единственным официальным языком Яремчи.

## Климат
Климат Украинских Карпат (и собственно Яремче) определяется географическим положением гор и определённой высотой над уровнем моря. На территорию города влияют и континентальные и морские воздушные массы умеренных широт, иногда проникают также арктические воздушные массы. Климат Яремче очень влажный, с относительно низкими годовыми температурами воздуха. Средняя температура воздуха января составляет −4°, −3°С, в горах от −6° до −12°С. Зимы мягкие и очень снежные. Холодные зимы бывают достаточно редко. Средние температуры июля составляют +18°, +19°С, в горах от +7° до +13°С. В Яремче осадков выпадает примерно — 930 мм в год, на вершинах гор — до 2000 мм.
При поднятии на каждые 100 м в горах лето наступает позже на 8—10 дней и на 5—6 дней раньше заканчивается.
Через Яремче протекает река Прут, в черте города находятся два водопада — «Пробой» и «Девичьи слёзы».
Почвы в окрестностях Яремче в основном дерново-подзолистые, выше 1200—1400 м. — бурые горно-лесовые, на высоте 1500—1600 м — серо-бурые, выше 1600 м — горно-луговые.

### Флора
|                       |                                            |                               |                                    |                              |
| Скала «Слон» в Яремче | У подножия скалы «Слон», на берегу р. Прут | Вид на Яремче с горы Маковица | Река Прут, район сувенирного рынка | Один из водопадов на р. Прут |

На территории Карпатского национального парка насчитывается около 1100 видов растений (54 % всей флоры украинских Карпат). Основным видом растений Карпатского парка являются хвойные леса, в частности еловые, сосновые, а также пихты. Кроме хвойных деревьев в национальном парке распространены буковые леса, преимущественно в бассейне реки Прут.
Травяная растительность национального парка представлена кустарниками, среди последних распространены черника, брусника, клюква, стелющиеся ива, монахиня. Немало видов растений, в частности корнеклубниевых и луковичных — подснежник, белоцветник весенний, шафран Гейфеля, занесены в Красную книгу Украины. Статистика свидетельствует: из 132 видов высших сосудистых растений Карпат, которые занесены в II-го издания Красной книги Украины, 80 растут на территории Карпатского природного парка.

## Экономика
В городе Яремче естественной основой экономики является и остаётся туристическо-рекреационная отрасль, что и обусловливает почти полное отсутствие крупных промышленных предприятий. Широко распространена сдача домов и комнат в аренду туристам.
На сегодня на территории Яремчанского городского совета работают промышленные предприятия, в частности: ООО «Ворохтянская лесная компания», ООО «Татаровский лесозавод», СП ООО «Вест-Вуд», ПВКФ «Керманич и К». Для примера: за 2002 год предприятиями промышленности произведено товарной продукции на сумму 2988.8 тыс. грн. в сопоставимых ценах на 118,7 % больше соответствующего периода 2001 года.
Немалое значение в туристической отрасли играет сувенирный рынок Яремче. Продаётся множество предметов народных промыслов: писанки, резные, инкрустированные и выжженные деревянные вазы, шкатулки, блюдца, ложки, кадки, разнообразная керамическая посуда, кувшины, изразцы, скульптурки, вышитые и тканые рубашки, полотенца, ковры, покрывала, изделия из бисера, металла и кожи, банные принадлежности.
Также Яремче является одним из главных оздоровительных курортов Украины. Низкогорный климатический. Имеются санатории для больных туберкулёзом, различными заболеваниями лёгких, дом отдыха.

## Связь
До 31.10.2013 мобильная связь предоставлялась компаниями Укртелеком, МТС Украина, Билайн, Киевстар, Астелит (торговая марка life:)).
C 31.10.2013 мобильная связь на территории города отсутствует: под давлением группы местных граждан, местные власти расторгли с мобильными операторами договор аренды, на основании которого на территории города размещались вышки мобильной связи.
С 5.11.13 мобильная связь восстановлена.

## Транспорт
Город расположен на автотрассе Ивано-Франковск — Рахов — Ужгород.
Железная дорога связывает город с областным центром и Львовом.

## Международное сотрудничество
Город сотрудничает с программами европейских сообществ (TACIS), фондами Карпатского Еврорегиона, «Возрождение», Эко-Лес. Налажены деловые отношения с предпринимательскими структурами Германии, Польши, стран СНГ, Венгрии, Чехии, Израиля в области туризма и деревообрабатывающей промышленности, Чехии и Польше — в области охраны окружающей среды.
Город Яремче входит в Ассоциацию городов Украины и ассоциацию населённых пунктов Гуцульщины. Заключены соглашения о сотрудничестве в области туризма с администрациями городов Украины и с мэриями зарубежья, а именно:
- Опольским воеводством (г. Намислув, республика Польша)
- Малопольское воеводство (г. Альверня, республика Польша)
- Земля Тюрингия (г. Эрфурт, Германия).

## Религия

### Церкви
- Церковь Успения Пресвятой Богородицы (1884 г.),
- Церковь св. Иоанна Милостивого с колокольней (1663 г.),
- Церковь св. пророка Ильи (1937 г.).
- Церкви: св. Петра и Павла;
- Чудо Архистратига Михаила;
- Рождества св. Иоанна Крестителя.

- Новая греко-католическая церковь
- Монастырь святого Андрея, район Дора
- Деревянная Ильинская церковь
- Церковь Святого Иоанна Милостивого

### Монастыри
- Мужской монастырь св. Андрея;
- Монастырь монахов Студийского Устава;
- Женский монастырь Конгрегации Сестер милосердия св. Викентия.

## Туризм

### Туристические услуги
В Яремче можно воспользоваться следующими туристическими услугами:
- Велотуризм
- Туры на квадроциклах
- Горный и пеший туризм
- Лыжный туризм
- Конный туризм
- Экскурсии по Карпатам
- Аренда снаряжения
- Рафтинг

### Достопримечательности
- Водопады: Пробой, Девичьи слёзы, Багровецкий водопад, Капливец
- Яремчанский каньон.
- Перевал Переслоп.
- Камень Довбуша.
- Скалы Довбуша.
- Музей имени митрополита А. Шептицкого.
- Музей этнографии и экологии Карпатского края.
- Турбаза «Гуцульщина».
- Памятник архитектуры — деревянный ресторан «Гуцульщина», сделан без единого гвоздя.
- 2 сувенирных рынка народного искусства Гуцульщины.
- 2 источника минеральных вод.
- Вольер с оленями и косулями.

### Достопримечательности, доступные в ходе экскурсий
- Манявский водопад
- Труфанецкий водопад
- Наринецкий водопад
- Женецкий водопад
- Источник минеральных вод селе Квасы

## Достопримечательности
- Деревянные церкви Михайловская (XVII в.) и Св. Иоанна Милостивого (XVIII в.) с колокольней.
- Памятник предводителю национально-освободительного движения О. В. Довбушу; пещера Довбуша.
- Музей и памятник партизанской славы соединения С. А. Ковпака — С. В. Руднева, действовавшего в Карпатах в 1943 году.

## Фотографии
- Наринецкий водопад
- Манявский скит
- Багровецкий водопад
- Манявский водопад
- Вид с горной вершины Поп-Иван
- Водопад Пробой